# Wendell Miller
Wendell Miller (* 3. Januar 2003) ist ein bahamaischer Sprinter, der sich auf den 400-Meter-Lauf spezialisiert hat.

## Sportliche Laufbahn
Erste internationale Erfahrungen sammelte Wendell Miller bei den CARIFTA Games 2019 in George Town, bei denen er in 48,45 s die Goldmedaille im 400-Meter-Lauf in der U17-Altersklasse gewann und über 400 m Hürden in 56,07 s den vierten Platz belegte. Zudem gewann er mit der bahamaischen 4-mal-100-Meter-Staffel in 42,18 s die Silbermedaille. 2021 schied er bei den U20-Weltmeisterschaften in Nairobi mit 10,45 s und 20,69 s jeweils im Halbfinale über 100 und 200 Meter aus. Im Jahr darauf gewann er bei den NACAC-Meisterschaften in Freeport mit der 4-mal-400-Meter-Staffel in 3:06,21 min gemeinsam mit Kinard Rolle, Alonzo Russell und Shakeem Hall-Smith die Bronzemedaille hinter den Teams aus den Vereinigten Staaten und Jamaika. Bei den World Athletics Relays 2024 in Nassau kam er in der Männerstaffel sowie in der Mixed-Staffel über 4-mal 400 Meter zum Einsatz. Mit der Mixed-Staffel sicherte er sich einen Startplatz bei den Olympischen Sommerspielen in Paris und verpasste dort mit 3:14,58 min den Finaleinzug. Im Jahr darauf schied er bei den Hallenweltmeisterschaften in Nanjing mit 47,33 s in der Vorrunde über 400 Meter aus.
2024 wurde Miller bahamaischer Meister im 400-Meter-Lauf sowie 2021 in der 4-mal-400-Meter-Staffel.

## Persönliche Bestzeiten
- 200 Meter: 20,61 s (+1,1 m/s), 16. Juli 2021 in Satellite Beach
- 400 Meter: 45,57 s, 11. Mai 2024 in Kingston
  - 400 Meter (Halle): 47,33 s, 21. März 2025 in Nanjing